# Ptochoryctis
Ptochoryctis é um gênero de traça pertencente à família Agonoxenidae.